# Смолевичи
Смолеви́чи (бел. Смаляві́чы) — город в Минской области Беларуси на слиянии рек Плиса и Дунайчик. Административный центр Смолевичского района. Город-спутник Минска (в 30 км на восток).
Численность населения — 23 721 человек (на 1 января 2025 года).

## Этимология
Название «Смолевичи» происходит от слова «смола», добычей и обработкой которой занимались местные жители на период основания местечка. Бочка со смолой изображена на гербе города. Герб был разработан художником, руководителем художественного отделения Смолевичской ДШИ Каминской Натальей Алексеевной.
Некоторые исследователи считают, что название Смолевичи в своей основе имеет татарские корни.

## Геральдика
Герб утверждён решением Смолевичского районного исполнительного комитета от 26 мая 1998 года № 7, флаг – решением от 5 сентября 2000 года № 7/257.
Герб и флаг зарегистрированы в Гербовом матрикуле Республики Беларусь 28 мая 1998 года № 14.

## История
Первое упоминание о городе Смолевичи содержится в грамоте подчашего Великого княжества Литовского Олехны Судимонтовича, датируемой 1448 годом.
В 1508 году Смолевичи переданы королём Сигизмундом во владение гетману Великого княжества Литовского князю Константину Острожскому, который ознаменовал это событие строительством церкви Святого Николая.
В 1586 году город Смолевичи переходит во владение старосты борисовского, гетмана Великого княжества Литовского Христофора Радзивилла. Благодаря своему местоположению в местечке во второй половине XVI века развиваются торговля, ремёсла. В первой половине XVIII века здесь уже было 120 дворов и проживало около тысячи человек.
В 1700—1721 годах город Смолевичи пострадал в ходе Северной войны.
В 1793 году в результате второго раздела Речи Посполитой Смолевичи вошли в состав Российской империи, были центром волости Борисовского уезда.
Строительство в 1871 году прошедшей через Смолевичи железной дороги Брест — Москва (была возведена станция Витгенштейновская) открыло возможности промышленного развития города.
В 1897 году в местечке было 2757 жителей, 299 дворов, волостная управа, земское народное училище, 2 церкви, часовня, почтовое отделение, винокурня, ремесленные мастерские, 8 кузниц.
С июня 1924 года — центр района. С 27 сентября 1938 года — посёлок городского типа.
В ходе Великой Отечественной войны был оккупирован в июне 1941 года и освобождён 2 июля 1944 года частями 2-го гвардейского танкового корпуса и 352-й стрелковой дивизии. В послевоенные годы были построены и восстановлены хлебозавод, мастерские МТС, смолокуренный завод, Смолевичская ГРЭС, торфопредприятие «Смолевичское», завод торфяного машиностроения, Смолевичская бройлерная птицефабрика, комбикормовый завод, заново отстроен жилой фонд города, школы и детские сады, социальная инфраструктура.
7 марта 1968 года Смолевичи получили статус города.
20 октября 1995 года административные единицы Смолевичский район и город Смолевичи, имеющие общий административный центр, объединены в одну административную единицу — Смолевичский район.
18 июня 2008 года в состав города вошли деревни Криница, Рябый Слуп, Уборки.
10 августа 2014 года Смолевичи придан статус города-спутника Минска.
23 декабря 2023 года — изменены границы города Смолевичи, установлены на площади 2331,84 гектара (ранее — 1644,96 га).
В 2025 году в связи с празднованием 80-й годовщины Победы советского народа в Великой Отечественной войне, а также в целях увековечивания подвига воинов Красной армии, трудящихся, партизан и подпольщиков Смолевичи награжден вымпелом «За мужнасць і стойкасць у гады Вялікай Айчыннай вайны» (Указ Президента Республики Беларусь от 8 апреля 2025 года № 144).

## Демография
Численность населения — 23 721 человек (на 1 января 2025 года). Численность населения — 21 820 человек (на 1 января 2023 года).
По итогам переписи населения 2009 года 14 октября 2009 года в городе проживало 15 092 человека, в том числе 7 096 мужчин (47,02 %) и 7 996 женщин (52,98 %).
| Дата                  | Численность населения | В процентах к предыдущей переписи | График динамики численности населения по данным переписей и на 2021 год                                                        |
| --------------------- | --------------------- | --------------------------------- | --- |
| 28.01.1897 (перепись) | 2 757                 |                                   | График не отображается по техническим причинам. Чтобы исправить это, воспроизведите график в новом формате, если это возможно. |
| 17.12.1926 (перепись) | 3 120                 | +13,17 %                          | График не отображается по техническим причинам. Чтобы исправить это, воспроизведите график в новом формате, если это возможно. |
| 1939 (перепись)       | 6 752                 | +116,4 %                          | График не отображается по техническим причинам. Чтобы исправить это, воспроизведите график в новом формате, если это возможно. |
| 15.01.1959 (перепись) | 8 353                 | +23,7 %                           | График не отображается по техническим причинам. Чтобы исправить это, воспроизведите график в новом формате, если это возможно. |
| 15.01.1970 (перепись) | 9 615                 | +15,11 %                          | График не отображается по техническим причинам. Чтобы исправить это, воспроизведите график в новом формате, если это возможно. |
| 17.01.1979 (перепись) | 11 400                | +18,56 %                          | График не отображается по техническим причинам. Чтобы исправить это, воспроизведите график в новом формате, если это возможно. |
| 12.01.1989 (перепись) | 13 593                | +19,24 %                          | График не отображается по техническим причинам. Чтобы исправить это, воспроизведите график в новом формате, если это возможно. |
| 16.02.1999 (перепись) | 14 095                | +3,69 %                           | |
| 14.10.2009 (перепись) | 15 092                | +7,07 %                           | В процентах к началу предыдущего года                                                                                          |
| 01.01.2010            | 15 094                | +0,01 %                           | +0,48 % |
| 01.01.2011            | 15 316                | +1,48 %                           | +1,47 % |
| 01.01.2012            | 15 332                | +1,59 %                           | +0,10 % |
| 01.01.2013            | 15 449                | +2,37 %                           | +0,76 % |
| 01.01.2014            | 15 605                | +3,40 %                           | +1,01 % |
| 01.01.2015            | 15 861                | +5,10 %                           | +1,64 % |
| 01.01.2016            | 16 547                | +9,64 %                           | +4,33 % |
| 01.01.2017            | 16 643                | +9,07 %                           | +9,94 % |
| 01.01.2018            | 16 784                | +8,99 %                           | +9,93 % |
| 01.01.2019            | 18 807                | +24,61 %                          | +12,05 % |
| 01.01.2020            | 19 260                | +27,61 %                          | +2,40 % |
| 01.01.2021            | 19 844                | +31,84 %                          | +3,03 % |
| 01.01.2022            |                       |                                   | |
| 01.01.2023            | ▲21 820               |                                   | |
| 2024 год              |                       |                                   | |
| 2025 год              | ▲23 721               |                                   | |

По данным переписи 1939 года, в Смолевичах проживало 4515 белорусов (66,9 %), 1385 евреев (20,5 %), 419 русских (6,2 %), 232 украинца (3,4 %), 46 поляков (0,7 %). По данным переписи 2009 года, в Смолевичах проживало 13 445 белорусов (90,4 %), 1116 русских (7,5 %), 166 украинцев (1,12 %), 54 поляка (0,36 %), 33 армянина (0,22 %).

## Экономика
Промышленность города представлена предприятиями машиностроения, строительных материалов, пищевой, лесной и деревообрабатывающей промышленности.
Также значительная часть населения экономически занята в административных анклавах на территории района: индустриальный парк «Великий камень» (является особой белорусско-китайской экономической зоной и подчиняется соответствующей администрации) и Национальный аэропорт «Минск» (подчиняется Администрации Октябрьского района г. Минска).

## Транспорт
Железнодорожная станция Смолевичи (ранее — Витгенштейнская) на линии Минск — Орша.
Железнодорожный остановочный пункт Заречное на линии Минск — Орша.
Город Смолевичи обслуживает автоколонна ОАО «Миноблавтотранс» автомобильный парк № 18 г. Жодино.
По городу проложено три городских маршрута:
- № 1 «Белореченская — ж/д ст. Заречное» (по будням);
- № 2 «Орджоникидзе — Криница» (ежедневно);
- № 3 «Орджоникидзе — Липки» (ежедневно).

## Улично-дорожная сеть
Город находится между двумя магистралями М1 и Р53. В городе 115 улиц и 23 переулка, проспектов и бульваров нет.

## Инфраструктура
Гостиницы
В Смолевичах насчитывается 2 гостиницы:
- Гостиничный комплекс «СмартМит»
- Отель «Озёрный»

## Здравоохранение
УЗ «Смолевичская ЦРБ».

## Культура
- Дом культуры
- Центр ремёсел
- Городской молодёжный центр
- Районный центр культуры и народного творчества

Библиотеки
- Смолевичская центральная библиотека имени Максима Богдановича
- Районная детская библиотека
- Филиал Смолевичской центральной библиотеки имени Максима Богдановича в микрорайоне Юго-Запад

Музеи
- Мемориальный музей имени Василия Феофиловича Купревича ГУО «Средняя школа № 1 имени В. Ф. Купревича г. Смолевичи»

Театры
- Молодёжный театр «Смородина»

## События и мероприятия
- В 2017 году прошёл областной фестиваль «Дажынкi».

## Достопримечательности
- Братская могила (3)
- Церковь Святого Николая
- Костёл Святого Валентина

#### Памятники
- Памятник В. И. Ленину
- Памятник советским воинам-освободителям

## Галерея
- Площадь Независимости
- Костёл Святого Валентина
- Церковь Святого Николая
- На улице города
- Здание почты
- Озеро

## Спорт
Футбол
- ФК «Смолевичи-СТИ»
- ФК «СМИавтотранс»

Хоккей на траве
- ХК «Виктория»

Прошедшие значимые соревнования
- Чемпионат Европы по хоккею на траве среди девушек до 18 лет 2011 года

## Спортивные арены
Футбол
- Стадион «Озёрный» (1600 мест)

Многофункциональные
- Городской стадион «Виктория»

Материально-спортивная база Городского стадиона: спортивный зал, сауна с мини-бассейном, тренажёрный зал, раздевалки с душевыми, поле с искусственным покрытием, хоккейная коробка, беговые дорожки, бильярд, аэробика, бокс, хоккей на траве, тир, комнаты отдыха, прокат коньков, роликов, велосипедов, туристического инвентаря.

## СМИ
- Газета «Край Смалявіцкі».

## Международное сотрудничество
Города-побратимы:
- Мытищинский район Московской области, Россия (с 1998)
- Община Горна-Оряховица (с 1999)
- Вжесьнёвский повят Великопольского воеводства (с 2003)
- Белореченский район Краснодарского края, Россия (с 2012)
- Кагальницкий район Ростовской области, Россия (с 2012)
- Иу, Китай (с 2015)
- Бессарабский район, Молдова (с 2017)
- Миргород, Украина (с 2018)

## Известные уроженцы
- Гельперин Нисон Ильич (1903—1989) — советский инженер-химик и педагог. Один из организаторов советской химической промышленности.